# かすみ (曲)
「かすみ」は、日本のバンドDIR EN GREYのメジャー15枚目のシングル。

## 概要
- アルバム『VULGAR』レコーディング期間中に制作された曲。
- ボーカルのクレジットは「I LOVE レゲエ パピオン」になっている。これを最後に以後「京」で統一される。
- 歌詞カードが漢字と日本語で切り離されている。また日本語の部分には『VULGAR』に収録されたある曲の一節とも呼べる部分が載せられている。
- CDエクストラ対応。中身は5月に発売された横浜アリーナ公演のDVDの予告編である。またこのCDと横浜アリーナのライブDVD、アルバム『VULGAR』での3タイトル連動企画が行なわれた。
- これ以降のシングルは、カップリングがライヴ音源、過去の楽曲のリアレンジやリミックスが中心となるため、オリジナルアルバム未収録の、純粋なカップリング曲が収められたものとしては、現時点では最後のシングルとなっている。

## 収録曲
1. かすみ
（作詞:京　作曲:薫 編曲:Dir en grey）
ミディアムバラードで歌詞に「祇園坂」 がでてくる。後に2013年リリースのミニアルバム『THE UNRAVELING』に再構築されたバージョンが収録されている。
2. 腐海
（作詞:京　作曲:Shinya 編曲:Dir en grey）
2002年冬のツアー「列島激震行脚2002 5 Ugly KINGDOM」で「DRAIN AWAY」とともに披露されていた曲。ライブで演奏するにつれ詞やメロディーは常に様変わりしている。
後に2018年リリースのベストアルバム『VESTIGE OF SCRATCHES』に再構築されたバージョンが収録されている。
3. umbrella [LIVE]
（作詞:京　作曲:Shinya 編曲:Dir en grey）
＊ Live take at　YOKOHAMA ARENA 　Jan 11, 2003
1月に行なわれた横浜アリーナ公演のライブ音源を収録。5月に発売されたこのライブのDVDに先駆けて収録された。